# Castianeira quadritaeniata
Castianeira quadritaeniata is een spinnensoort uit de familie van de loopspinnen (Corinnidae).
De wetenschappelijke naam van de soort werd in 1905 als Corinnomma quadritaeniatum gepubliceerd door Eugène Simon.